# Römisch-katholische Kirche in der Mongolei

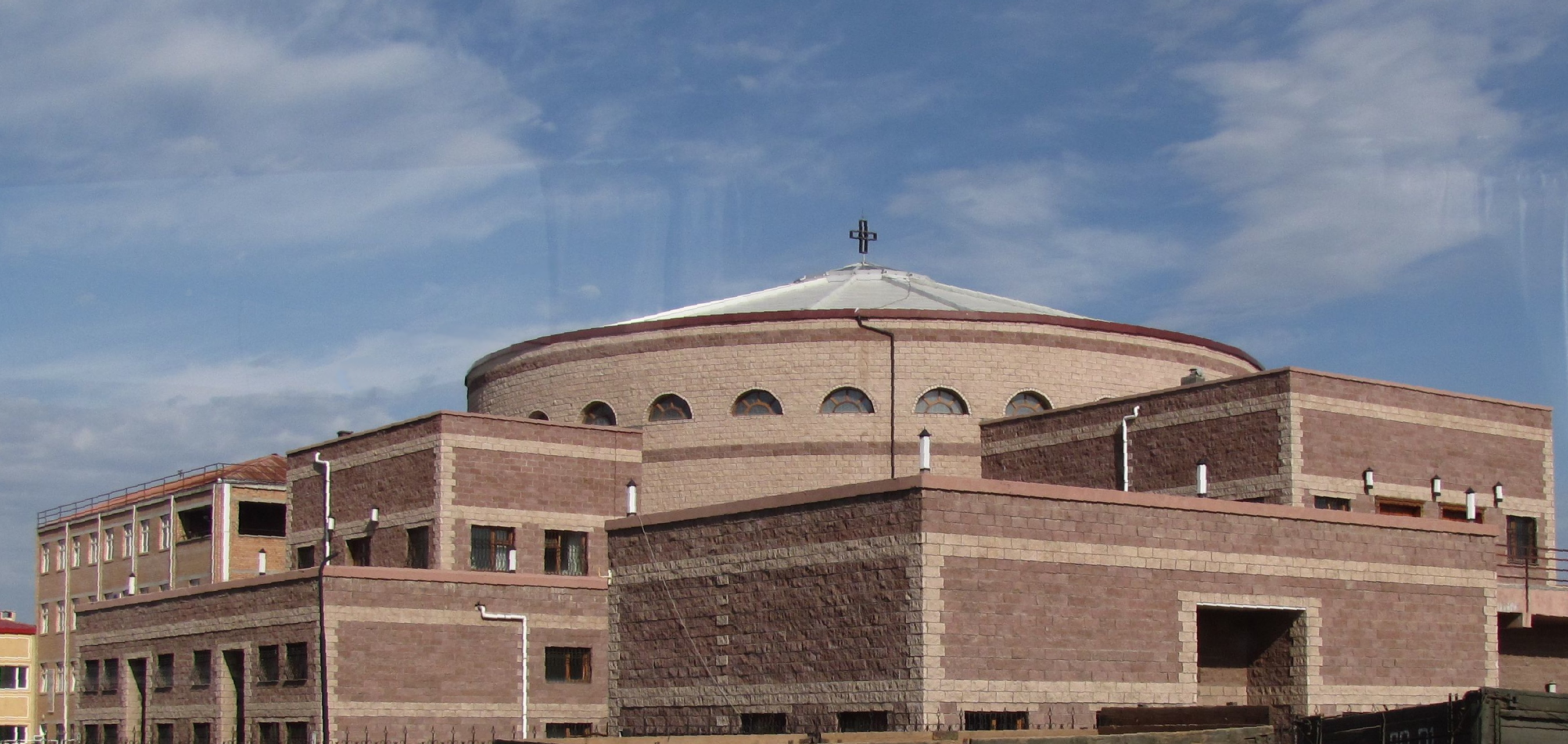
Dom St. Peter und Paul in Ulan Bator

Die römisch-katholische Kirche in der Mongolei ist eine kleine Minderheitskirche in Asien.

## Geschichte
Ihren Anfang in den Missionen des frühen 20. Jahrhunderts sehend, wurde das Gebiet der Mongolei, 1.566.500 km², am 14. März 1922 zu einer eigenständigen Mission sui juris. Papst Johannes Paul II. erhob die „Mission von Urga“, so ihr Name, am 8. Juli 2002 zur Apostolischen Präfektur von Ulaanbaatar (Ulan Bator). Zu diesem Zeitpunkt zählte sie lediglich 114 Gläubige, die von 2 Diözesan- und 7 Ordenspriestern sowie 17 Ordensschwestern betreut wurden. Anfang 2011 betrug die Zahl der Katholiken in der Mongolei bereits 760 Menschen. Bis 2016 stieg die Zahl der Gläubigen auf etwa 1400 an. Im Sommer 2016 wurde durch Bischof Wenceslao Selga Padilla der erste einheimische Priester geweiht. In der Mongolei gibt es kein Priesterseminar, deshalb hatte der Neupriester Koreanisch gelernt und das Seminar in Daejeon in Südkorea besucht.
Der Heilige Stuhl und die Mongolei unterhalten seit 1992 volle diplomatische Beziehungen. Apostolischer Nuntius ist seit dem 2. März 2024 Erzbischof Giovanni Gaspari.
Im Konsistorium vom 27. August 2022 kreierte Papst Franziskus Giorgio Marengo, den Apostolischen Präfekten von Ulaanbaatar, zum Kardinal.
2023 gab es in der Mongolei neun katholische Kirchen, 36 Ordensschwestern und 29 Priester.

## Struktur
Der Dom St. Peter und Paul in der Hauptstadt Ulaanbaatar wurde am 30. August 2003 eingeweiht, das Gebäude ist im Stil einer traditionellen Jurte gestaltet. Weitere Kirchen existieren
- In Ulaanbaatar (St. Maris im Stadtbezirk Chan-Uul, Guter Hirte im Stadtbezirk Bajandsürch seit 2003, St. Sophia im Stadtbezirk Songinochairchan seit 2012) sowie
- In Darchan, der drittgrößten Stadt der Mongolei (Maria Hilfe der Christen, seit 2007).

Darüber hinaus verfügt die Präfektur über einige kleine Missionsstationen.